# Мофат (Колорадо)
Мофат (енгл. Moffat) град је у америчкој савезној држави Колорадо.

## Демографија
По попису из 2010. године број становника је 116, што је 2 (1,8%) становника више него 2000. године.
| Група             | 2000.      | 2010.       |
| Белци             | 89 (78,1%) | 103 (88,8%) |
| Афроамериканци    | 0 (0,0%)   | 0 (0,0%)    |
| Азијати           | 0 (0,0%)   | 1 (0,9%)    |
| Хиспаноамериканци | 17 (14,9%) | 11 (9,5%)   |
| Укупно            | 114        | 116         |